# Adcock-Antenne

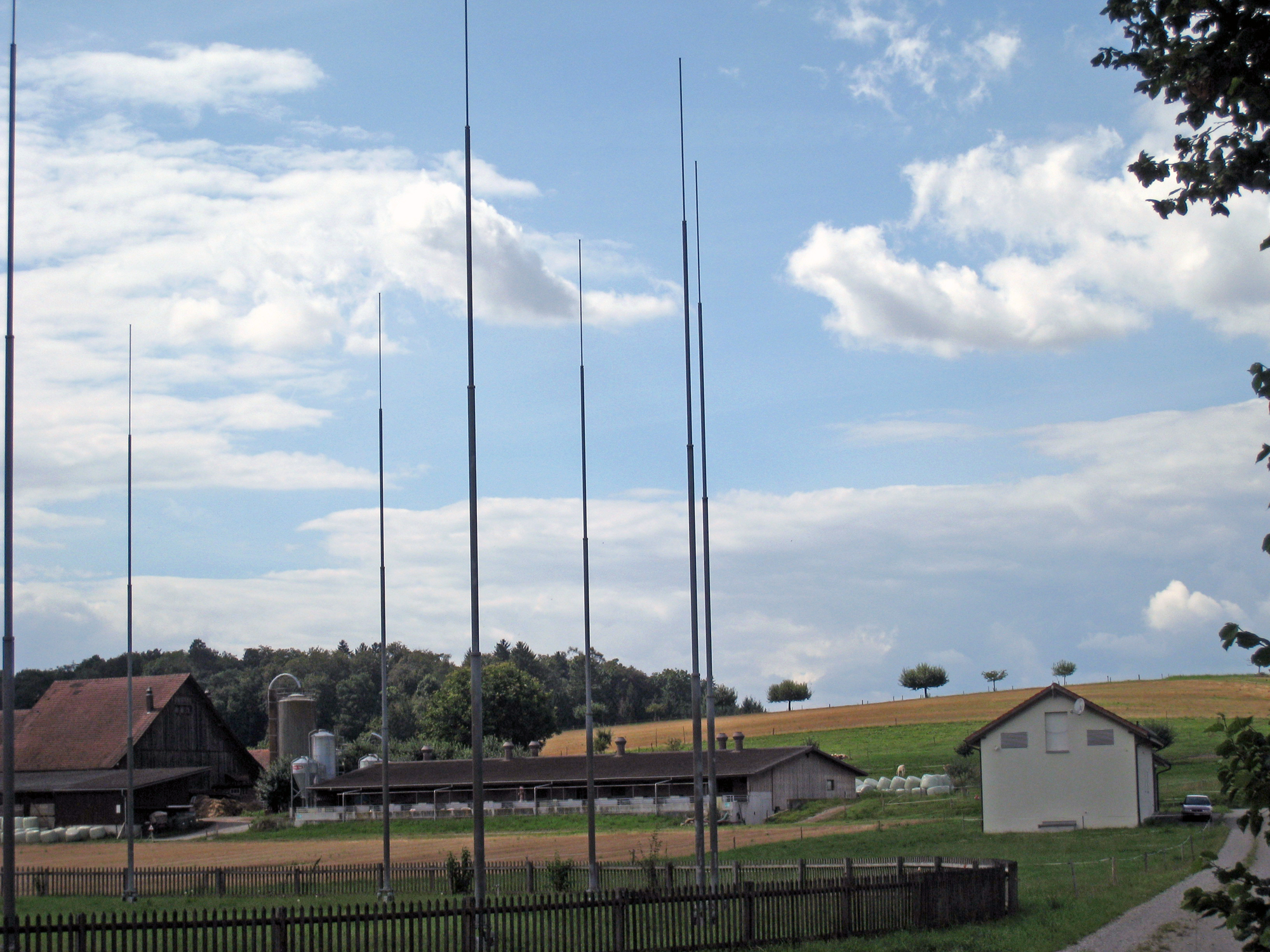
U-Adcock-Peilantenne der Firma Plath GmbH

Die Adcock-Antenne ist eine Gruppenantenne, die ursprünglich aus vier Vertikalantennen („Vierfach-Adcock“) besteht, aber auch mehr als vier Elemente (beispielsweise „Achtfach-Adcock“) aufweisen kann (siehe auch: Wullenwever-Antenne). Sie dient als Peilantenne zur azimutalen Funkpeilung von Sendern.

## Geschichte

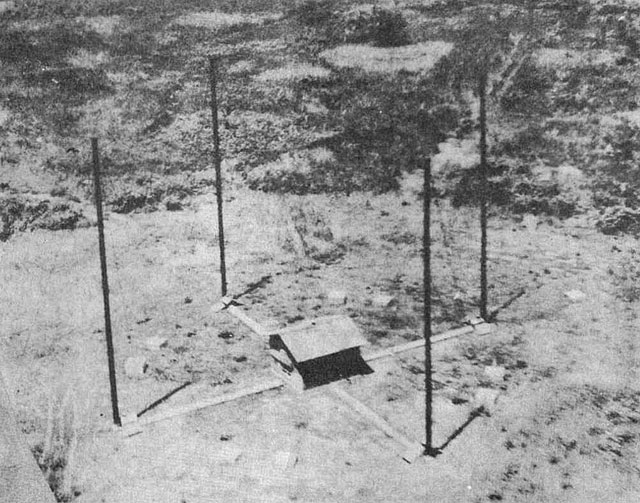
Japanische Adcock-Antenne nahe Rabaul für 2 MHz (1945). Die vier vertikalen Antennenelemente befinden sich hier in einem Abstand von knapp 30 m.

Die Antennenbauform wurde im Jahr 1918, also noch während der Zeit des Ersten Weltkriegs, durch den britischen Wissenschaftler Frank Adcock (1886–1968) erfunden. Er diente damals als Soldat im Rang eines Lieutenant (Leutnant) bei der Army Wireless Observation Group (Funkbeobachtungsgruppe) in der 3. Armee des Britischen Expeditionskorps (British Expeditionary Force) BEF in Frankreich. Kurz nach dem Krieg, im Jahr 1919, erhielt er für seine Erfindung das Patent.